# Ель (древесина)
Ель — древесина деревьев рода Ель (лат. Picea), которую, как и древесину пихты, сосны и лиственницы, относят к хвойным породам. В Европе и большей части Северной Азии это название относят почти исключительно к древесине Ели обыкновенной (лат. Picea abies), в Северной Америке так называют прежде всего древесину Ели ситхинской (лат. Pices sitchensis). На международном рынке есть целый ряд других сортов ели, древесина которых находит различное применение.
Хозяйственное значение еловой древесины таково, что Ель обыкновенную в центральноевропейских лесных хозяйствах часто называют хлебным деревом. В Германии, особенно в Западной Германии, ель занимает более 3 миллионов га, что составляет свыше 30 % общей площади лесов. При этом основная часть елей растёт в высокогорье Альп и на более низких горах. Используют эту древесину прежде всего для производства бумаги и целлюлозы, для изготовления мебели, строительства внутри помещений, а также как дрова.

## Названия
Другое название европейской ели — красная пихта из-за её красноватого оттенка, отличающего эту древесину от пихтовой. Еловая древесина из Скандинавии, России и Польши называется также северная ель. Наряду с этими существуют названия, которые происходят от формы роста ели и позволяют судить о соответствующих свойствах этой древесины. Названия гребёнчатая ель, ровная ель и щёточная ель относятся к ветвлению боковых сучьев. В высокогорье встречается особая форма ели, орешниковая ель, её древесина любима как материал для корпусов музыкальных инструментов.

## Свойства
В лесу ели растут одним стволом с малым количеством сучьев в нижней части и исключительно прямыми. Свободная от сучьев часть ствола достигает в таких условиях 25 м при общей высоте дерева до 60 м, диаметр составляет от 0,4 до 1,2 м, максимум около 2 м. На открытых местах крона елей становится объёмней, а сучковатость ствола повышается. Древесина светлого беловатого или желтовато-белого цвета с шелковистым блеском, причём ядровая древесина и заболонь не отличаются по цвету. Под влиянием света она темнеет и принимает жёлто-коричневый оттенок. Годичные кольца ясно различимы, причём цвет светлой ранней древесины плавно переходит в тёмную позднюю, границы годичных колец чётко выражены. Как и другие хвойные породы еловая древесина имеет заметные смоляные каналы и карманы, образующие на поперечном срезе светлый пунктирный узор. Этим признаком не обладает пихта, что позволяет отличать их друг от друга. К тому же, ель не имеет четко выраженного ядра, как другие родственные породы деревьев. Другое отличие заключается в расположении на стволе сучьев: сучья пихты отходят от ствола как правило под прямым углом, из-за чего на стволе от них остаются круглые отметины, а у ели ветви отходят от ствола под углом и отметины овальные.

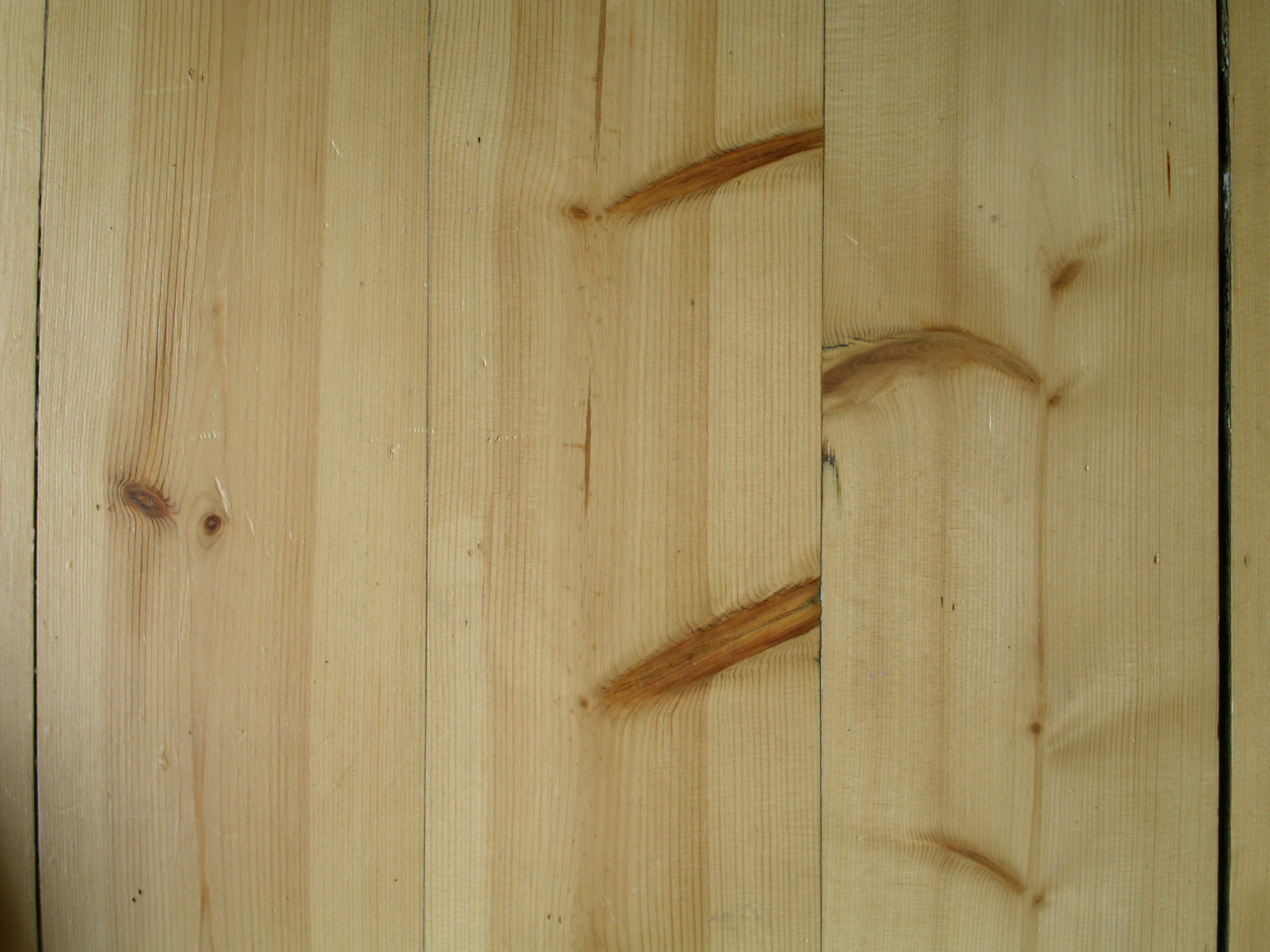
Сравнение сосновой и еловой древесины: обе левые доски из сосны, а правая — еловая

Еловая древесина очень мягкая и имеет среднюю плотность 470 кг/м³ при 12-15 % влажности. С увеличением ширины годичных колец (и связанным с этим уменьшением доли поздней древесины) плотность снижается, механические качества тоже ухудшаются - соответственно годной для строительства считается только еловая древесина с шириной годичных колец от 4 до 6 мм (DIN 4074-1). Механические свойства древесины для такой малой плотности очень хорошие, поэтому ель используется в качестве строительной и конструкционной древесины. Однако в необработанном виде ель недолговечна при воздействии погодных факторов, а в контакте с землёй быстро сгнивает, для наружного применения эта древесина должна быть соответствующим образом химически обработана. В то же время ель обладает сравнительно низкой пропитываемостью, влажность древесины более 20 % и связанное с этим поражение грибами мешает пропитке. Ель легко обрабатывается пилением, строганием, фрезерованием и другими техниками, соединение шурупами, гвоздями и с помощью склеивания также не вызывает трудностей, но стволы с повышенной сучковатостью, смоляными карманами и связанными с условиями роста внутренними напряжениями могут изменить свою форму после использования. Покраска, нанесение покрытий и морение не вызывает проблем.

## Применение

### Материал
Еловая древесина в виде пиломатериалов, как правило, используется вместе с пихтой; обе породы очень схожи по своим качествам. Кроме того, ель перерабатывается в виде кругляка, таких пиломатериалов как доски, составные доски и как шпон. В то же время это важнейший материал для производства композитов из дерева, таких как фанера, склеёный брус, ДСП и ДВП.

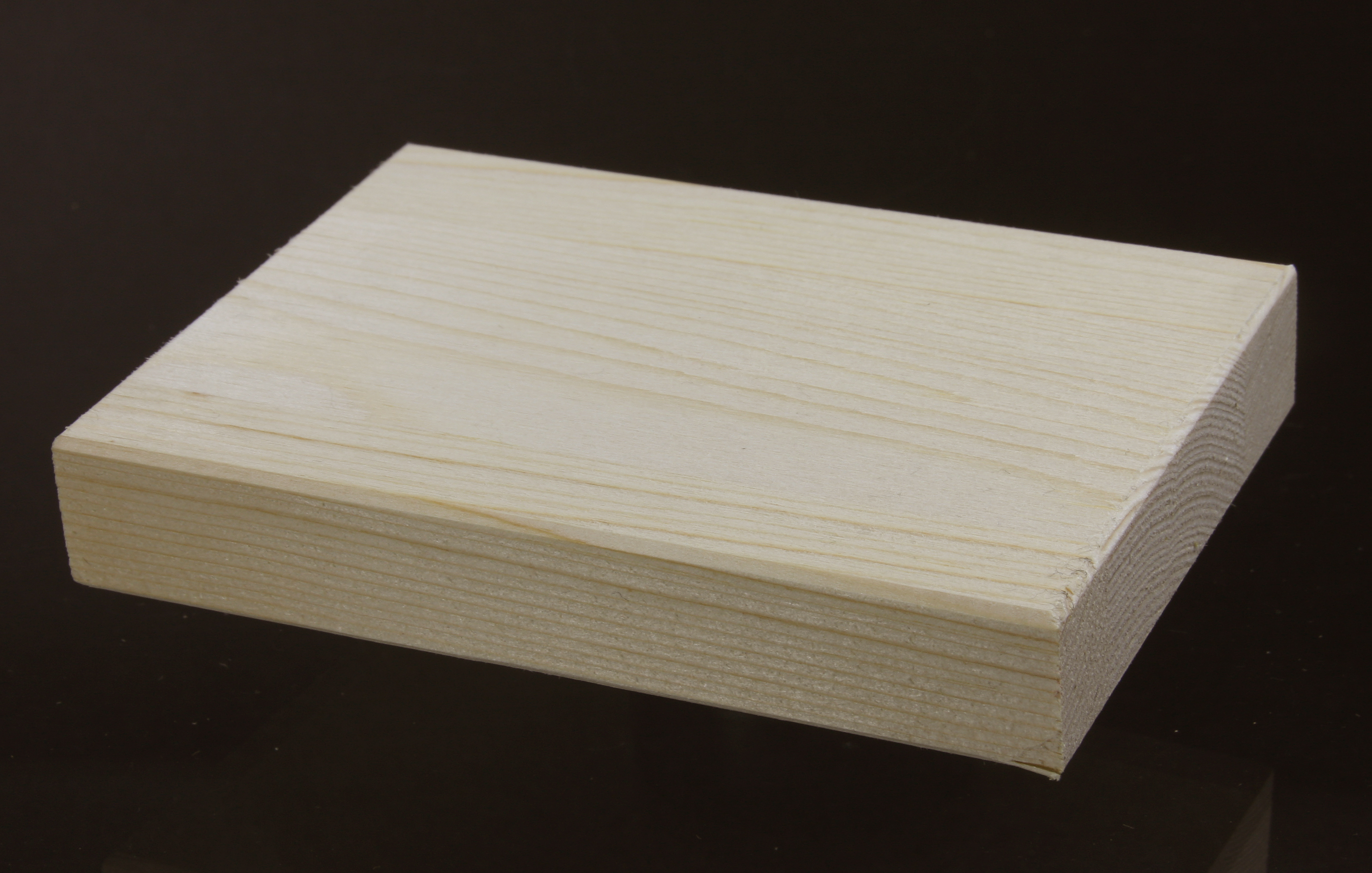
Клееный брус из ели
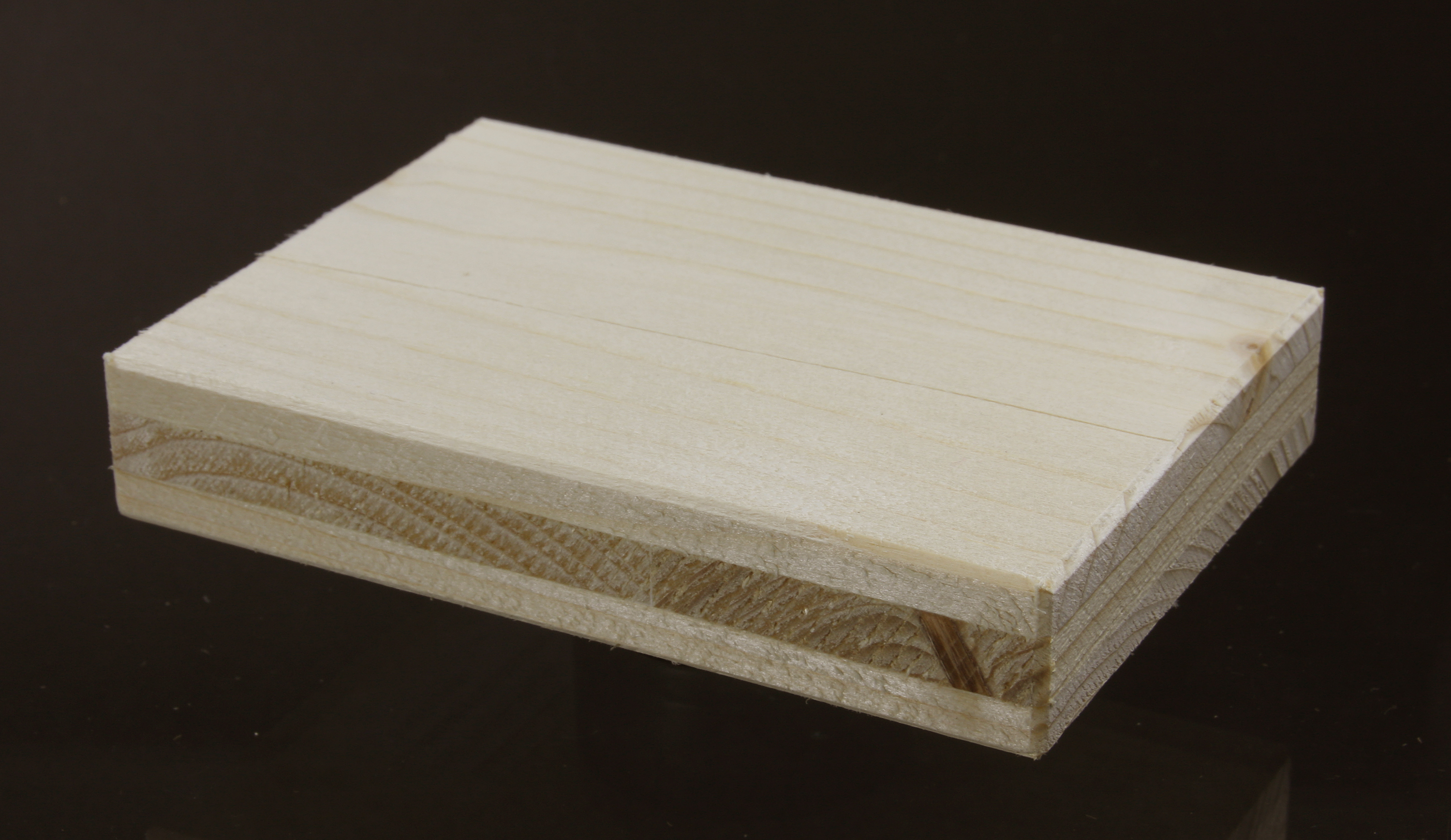
Штабельная доска из ели

В качестве строительной и конструкционной древесины ель применяется почти везде, как в интерьерных, так и в экстерьерных приложениях. В домовом строительстве она находит применение при строительстве крыш, деревянной обшивки, перил, лестниц, каркасов стен и потолков, полов, окон, дверей и ворот. В производстве мебели в виде цельной древесины или композитов она используется для скрытых деталей или как основная древесина для простой мебели. Вдобавок есть целый ряд других применений, таких как опалубки, деревянные настилы, заборы, столбы, игрушки и многие другие. Из ели делают ящики, поддоны и древесную вату. Особым случаем является использование высококачественной еловой древесины или древесины высокогорной ели для изготовления корпусов струнных инструментов или резонансных оснований клавишных инструментов.
Центральное место в применении древесины ели и других хвойных пород древесины занимает производство бумаги и целлюлозы. Более длинные по сравнению с лиственными породами волокна этих древесных пород легче соединяются, что придаёт лучшую прочность бумаге.

### Топливо
Благодаря своей удельной теплоте сгорания, составляющей 4,5 кВт•ч/кг или 1500 кВт•ч/м³, ель играет центральную роль топлива как в форме дров для домашнего отопления так и древесных обрезков, топливных гранул и брикетов для соответствующих отопительных систем. В качестве отходов лесных хозяйств и промышленности она поступает также на тепловые и электростанции, работающие на биотопливе.